# 賈模
賈 模（か も、? - 299年）は、中国西晋時代の政治家。字は思範。平陽郡襄陵県の出身。西晋建国の功臣である賈充の族子にあたる。

## 生涯
幼い頃から志を抱いていた。広く書物を読み漁り、思慮深く優れた才知があった。謀に長けており、確固たる決断力があった。
賈充に深く信頼され、何か事がある度に計略を尋ねられた。賈充は年老いて病が重くなると、常々自らの死後に悪諡が与えられるのを憂慮していたが、賈模は「評価は既に明らかです。（悪評を）今更覆い隠す事など出来ません」と告げるのみであった。
起家して邵陵県令となり、やがて二宮（朝廷と東宮）尚書吏部郎に任じられた。職務上の事で免官となったが、やがて車騎司馬に任じられた。
太熙元年（290年）4月、司馬炎が死去すると、司馬衷（恵帝）が即位し、族妹の賈南風は皇后に立てられた。これにより、賈模は皇族の外戚となった。
元康元年（291年）3月、賈南風は当時権勢を振るっていた司馬炎の外戚楊駿を妬み、宦官董猛・孟観・李肇や楚王司馬瑋と結託して政変を起こした。賈模もまたこの計画に参与したという。楊駿一派が掃討されると、賈氏一族は大きく躍進し、賈模は国政の中枢に参画するようになった。功績により平陽郷侯に封じられ、食邑1000戸を与えられた。
同年6月、賈南風は国政を掌握していた汝南王司馬亮と録尚書事衛瓘を排斥するため、楚王司馬瑋に密詔を与えて捕縛を命じた。司馬瑋が詔を偽造して両者を殺害を図ると、詔により賈模は中軍の騎兵200人を率いて司馬亮と衛瓘の救援に当たったという。後に、司馬瑋は詔書を偽造して司馬亮と衛瓘を殺害した罪により処刑された。
こうして、賈南風は賈謐・郭彰ら一族と共に天下をほしいままにするようになり、身内や側近を信任して政治を委ねた。これにより賈模は散騎常侍を拝命し、2日後に抜擢されて侍中となった。賈模は国政を補佐することに尽力し、賢臣である張華を推挙して共に輔政を務めた。数年の間、国内に平安が保たれたのは、賈模が張華・裴頠と力を合わせて政治に励んだ功績であると称賛されている。やがて光禄大夫を加えられた。
賈模はあくまで表に出ずに政治に励み、権力と距離を置く事を望んでいた。賈南風から政治について諮問を受けると、いつも急いで用事を済ましに向かうか、体調不良を理由として彼女と会うのを避けたという。
元康9年（299年）6月、賈南風の淫虐は日々酷くなると、賈模は禍が及ぶことを恐れ、張華と裴頠に相談を持ち掛け、彼らは賈南風を廃立して謝玖（皇太子司馬遹の母）を立てる事を考えた。慎重に議論を進めていく中で、賈模は張華と共に「主上（恵帝）に廃立の意思が無いのに、我々が専断してもいいのだろうか。諸王はそれぞれ勢力を確保し、朋党を作っている。もし皇后廃立に反対する王がいたら、禍が我々を襲い、国にも危難が及ぶだろう」と述べた。裴頠は「公等の言う通りだ。しかし、宮中（賈南風）の行動は目に余る。近々騒乱が起きるだろう」と言うと、張華は「卿等2人は皇后の親戚である。もしかしたら卿等の進言なら聞き入れるかもしれない」と提案し、彼らは賈南風の母郭槐の下へ赴くと、賈南風へ皇太子と親しく接し、宮中での行いを慎むように諫めて欲しいと頼みこんだ。賈模は賈南風のために幾度も言葉を尽くして禍福を説いたが、彼女は全く聞く耳を持たず、次第に諫言を繰り返す賈模を疎ましく思うようになり、その信頼は日に日に衰えた。このような中、両者を離間させようと目論む者が賈南風へ賈模の事を讒言すると、賈模は憂憤から病にかかり、志を得ずして死去した。
車騎将軍・開府儀同三司を追贈され、「成」と諡された。

## 評価
賈模はその政治手腕が称賛される一方、日頃から嫌悪する相手は容赦なく陥れたので、朝廷では大いに恐れられた。また、貪欲に蓄財を行ったので、財産は王公に匹敵したという。

## 子
賈游 - 字は彦将。賈模の後を継ぎ、太子侍講・員外散騎侍郎に任じられたという。